# 39 км (зупинний пункт, Донецька залізниця)
39 кіломе́тр — пасажирська зупинна залізнична платформа Донецької дирекції Донецької залізниці. Розташована поблизу смт Горбачево-Михайлівка, Пролетарський район Донецька, Донецької області на лінії Ларине — Іловайськ між станціями Менчугове (2 км) та Моспине (6 км). Побудована на початку 1990-х років у зв'язку з появою в цій місцевості дачних ділянок.
Через військову агресію Росії на сході України транспортне сполучення припинялося на певний час у 2014 році. Пізніше було відновлено курсування дизельного пасажирського поїзда й проходження вантажних поїздів. Використання залізниці продовжилося й за окупації. Сайт Яндекс вказує на наявність пасажирських перевезень.